# 山本まゆみ
山本 まゆみ（やまもと まゆみ、1954年 - 2007年）はオウム真理教の幹部。省庁制を採用した後は労働省大臣となる。東京都出身。

## 経歴
1975年3月、都内の短期大学を卒業し保険会社に勤務する。1984年教団の前身オウム神仙の会に入信、1986年9月に退職し出家する。ヨーガのモデル、松本麗華の養育係も務めた。石井久子、飯田エリ子と並ぶ女性古参幹部の一人。
1990年の第39回衆議院議員総選挙には真理党候補として旧東京7区から立候補するも落選。
1995年11月23日に、地下鉄サリン事件を起こした遠藤誠一の逃亡資金3000万円を提供したとして犯人蔵匿で逮捕、後に男性信者逆さ吊り死亡事件で遺体を焼却した死体損壊罪で起訴された。1996年7月12日に東京地方裁判所で、懲役1年4ヶ月の判決が下った。
その後がんに冒され、2007年に病死。52歳没。